# مؤسسه آموزش آشپزی
مؤسسهٔ آموزش آشپزی (انگلیسی: Institute of Culinary Education) یک کالج خصوصی انتفاعی وابسته به آشپزی در شهر نیویورک است که برنامه‌های دیپلم آموزش حرفه‌ای را در هنرهای آشپزی ارائه می‌دهد. این مدرسه یکی از بزرگ‌ترین برنامه‌های کلاس‌های آشپزی تفریحی و دوره‌های آموزش شراب را در کشور با بیش از ۲۶٫۰۰۰ علاقه‌مند در هر یک از ۱٫۵۰۰ کلاس ارائه‌شده در هر سال اجرا می‌کند.